# Distriktschef

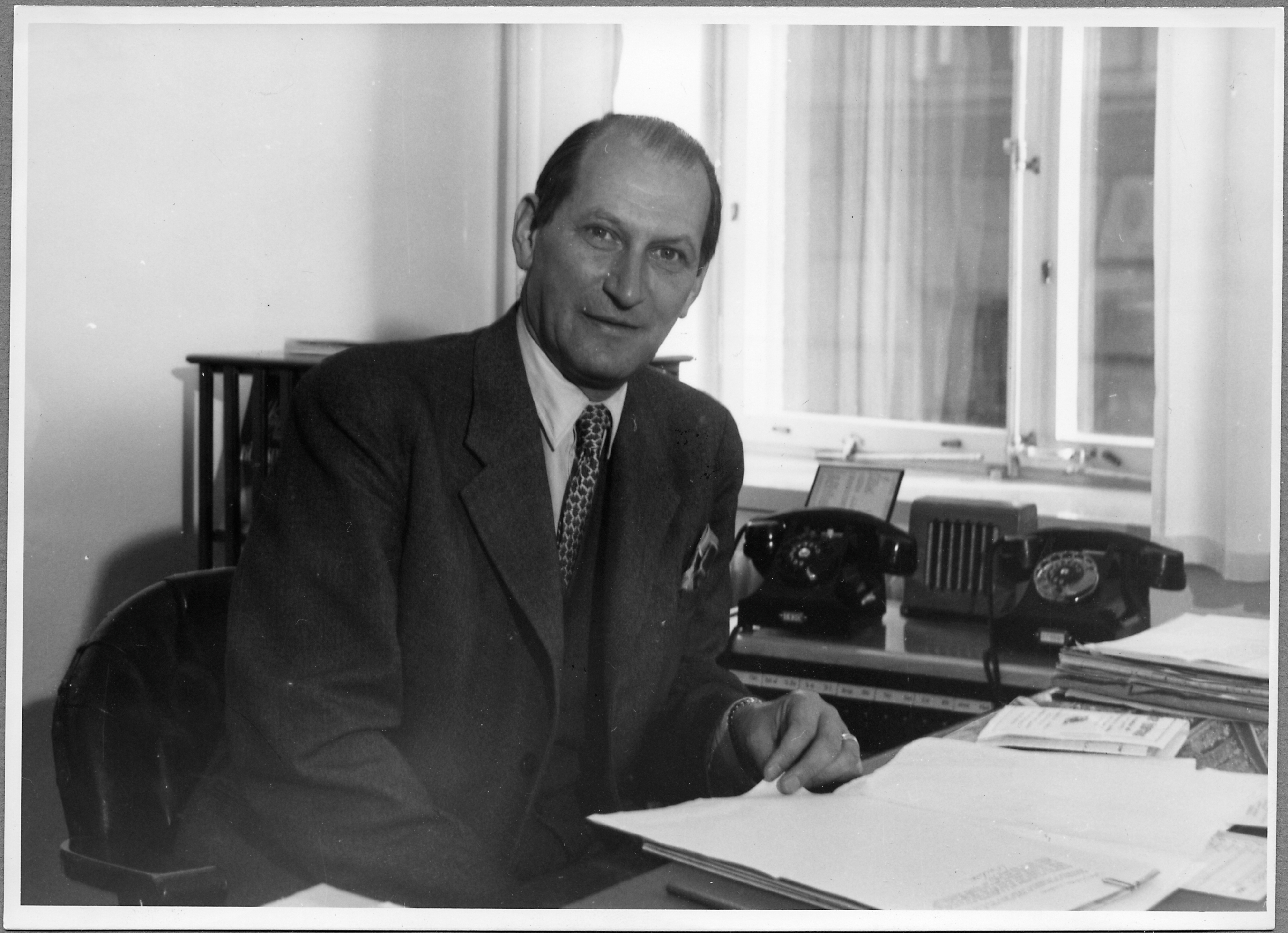
Distriktschef för distrikt Stockholm år 1950

Distriktschef var den högre tjänsteman inom Statens Järnvägar, som vid ett av dessa banors fem distrikt utövade chefskapet. Han var ordförande i distriktsförvaltningen och hade ensam beslutanderätt gentemot förvaltningens övriga ledamöter. Han var tillika föreståndare för administrativa avdelningen och även trafikavdelningen (innan den sistnämnda fick en trafikdirektör som föreståndare) inom distriktet.